# Tatyana Averina
Pour les articles homonymes, voir Averina.
Tatyana Averina-Barabach (en russe : Татьяна Борисовна Аверина-Барабаш, Tatiana Borissovna Averina-Barabach), née le 25 juin 1950 à Gorki et décédée le 22 août 2001 à Moscou, est une patineuse de vitesse soviétique.

## Biographie
Aux Jeux olympiques d'hiver de 1976 organisés à Innsbruck en Autriche, Tatyana Averina est médaillée d'or sur 1 000 mètres et 3 000 mètres et de bronze sur 500 mètres et 1 500 mètres. Elle devient championne du monde toutes épreuves en 1978 après avoir échoué à trois reprises à la deuxième place. Elle achève sa carrière à la suite des Jeux de Lake Placid 1980 où elle ne réalise qu'une dix-huitième place au 1 500 mètres. Durant sa carrière, elle a battu onze records du monde dont huit en mars 1975 à Medeo.

## Palmarès
| Compétition                           | Or                            | Argent           | Bronze                      |
| Jeux olympiques                       | 1976 (1 000 m) 1976 (3 000 m) |                  | 1976 (500 m) 1976 (1 500 m) |
| Championnats du monde toutes épreuves | 1978                          | 1974, 1975, 1976 |                             |
| Championnats d'Europe toutes épreuves |                               |                  |                             |
| Championnats de URSS toutes épreuves  | 1979                          |                  |                             |

## Records personnels
| Distance     | Temps         | Année |
| ------------ | ------------- | ----- |
| 500 mètres   | 41 s 06       | 1975  |
| 1 000 mètres | 1 min 23 s 3  | 1980  |
| 1 500 mètres | 2 min 7 s 88  | 1979  |
| 3 000 mètres | 4 min 38 s 48 | 1979  |
| 5 000 mètres | 9 min 4 s 9   | 1982  |